# 2018-as futsal-Európa-bajnokság
A 2018-as futsal-Európa-bajnokság, hivatalos nevén: UEFA Futsal Championship 2018 volt a 11. futsal-Európa-bajnokság, melyet Szlovéniában, Ljubljanában, egy helyszínen rendeztek meg 2018. január 30. és február 10. között.
Szlovénia Romániát és Macedóniát megelőzve kapta meg a rendezési jogot az Európai Labdarúgó-szövetség kongresszusától 2015. január 26-án. Ez az utolsó tizenkét csapatos torna, a következő kontinensbajnokságot már tizenhat csapattal rendezik meg az addigiaktól eltérően nem két, hanem négy év elteltével, 2022-ben.
A tornát a portugál válogatott nyerte meg, amely története során először szerezte meg az Európa-bajnoki címet. A döntőben a rekordgyőztes és címvédő spanyol válogatottat győzték le 3–2-re.

## Helyszín
Mindegyik mérkőzést a 12 480 férőhelyes ljubljanai Arena Stožicében rendeznek meg.
| Helyszín         | Arena Stožice |
| Befogadóképesség | 12,480        |
| Kép              |               |

## Kvalifikáció
A tornára tizenkét ország válogatottja kvalifikálta magát. A házigazda alanyi jogon résztvevője az Európa-bajnokságnak, míg a selejtezőket három fordulóban bonyolították le:
- Előselejtező: A 26 legalacsonyabban rangsorolt csapatot hét darab négyes csoportba sorolták és egykörös mérkőzéseket játszottak. a hét csoportgyőztes továbbjutott.
- Selejtező: 28 csapatot (21 erőnyerőt és a hét csoportgyőztest) hét darab négyfős csoportokba sorsolták, és egykörös mérkőzéseket játszottak. A hét csoportgyőztes kijutott az Európa-bajnokságra, a csoport másodikok, illetve a legjobb csoport harmadik pedig pótselejtezőt játszott.
- Play-off: Pótselejtező. A nyolc részt vevő csapatot párokba sorsolták, akik oda-visszavágós alapon mérkőztek meg egymással. A győztesek kijutottak az Európa-bajnokságra.

A magyar válogatott a pótselejtezőben Lengyelországgal vívott a részvételért, de a hazai  2–1-es győzelmet követően idegenben kikapott 6–4-re, így nem jutott ki a kontinensviadalra.

### Résztvevők
| Csapat        | Kvalifikáció        | Részvételek száma | Legjobb eredmény                                         |
| ------------- | ------------------- | ----------------- | -------------------------------------------------------- |
| Szlovénia     | házigazda           | 6                 | Negyeddöntő (2014)                                       |
| Olaszország   | 1. csoport győztese | 11                | Európa-bajnok (2003, 2014)                               |
| Azerbajdzsán  | 2. csoport győztese | 5                 | 4. hely (2010)                                           |
| Ukrajna       | 3. csoport győztese | 10                | Döntős (2001, 2003)                                      |
| Portugália    | 4. csoport győztese | 9                 | Döntős (2010)                                            |
| Spanyolország | 5. csoport győztese | 11                | Európa-bajnok (1996, 2001, 2005, 2007, 2010, 2012, 2016) |
| Kazahsztán    | 6. csoport győztese | 2                 | 3. hely (2016)                                           |
| Oroszország   | 7. csoport győztese | 11                | Európa-bajnok (1999)                                     |
| Franciaország | pótselejtezőből     | 0                 | Újonc                                                    |
| Lengyelország | pótselejtezőből     | 2                 | Csoportkör (2001)                                        |
| Románia       | pótselejtezőből     | 2                 | Negyeddöntő (2012, 2014)                                 |
| Szerbia       | pótselejtezőből     | 6                 | 4. hely (2016)                                           |

### Csoportkör
A csoportokból az első két helyezett jut a negyeddöntőkbe. A csoportok harmadik helyezettjei nem folytatják a tornát, kiesnek.
Jelmagyarázat:
|  | A csoport első két helyezettje. |

|  | A tornáról kiesett csapat. |

#### A csoport
| Csapat      | M | Gy | D | V | G+ | G– | Gk | P |
| ----------- | - | -- | - | - | -- | -- | -- | - |
| Szlovénia   | 2 | 1  | 1 | 0 | 4  | 3  | +1 | 4 |
| Szerbia     | 2 | 0  | 2 | 0 | 3  | 3  | 0  | 2 |
| Olaszország | 2 | 0  | 1 | 1 | 2  | 3  | –1 | 1 |

#### B csoport
| Csapat        | M | Gy | D | V | G+ | G– | Gk | P |
| ------------- | - | -- | - | - | -- | -- | -- | - |
| Kazahsztán    | 2 | 1  | 1 | 0 | 6  | 2  | +4 | 4 |
| Oroszország   | 2 | 0  | 2 | 0 | 2  | 2  | 0  | 2 |
| Lengyelország | 2 | 0  | 1 | 1 | 2  | 6  | –4 | 1 |

#### C csoport
| Csapat     | M | Gy | D | V | G+ | G– | Gk | P |
| ---------- | - | -- | - | - | -- | -- | -- | - |
| Portugália | 2 | 2  | 0 | 0 | 9  | 4  | +5 | 6 |
| Ukrajna    | 2 | 1  | 0 | 1 | 6  | 7  | –1 | 3 |
| Románia    | 2 | 0  | 0 | 2 | 3  | 7  | –4 | 0 |

#### D csoport
| Csapat        | M | Gy | D | V | G+ | G– | Gk | P |
| ------------- | - | -- | - | - | -- | -- | -- | - |
| Spanyolország | 2 | 1  | 1 | 0 | 5  | 4  | +1 | 4 |
| Azerbajdzsán  | 2 | 1  | 0 | 1 | 5  | 4  | +1 | 3 |
| Franciaország | 2 | 0  | 1 | 1 | 7  | 9  | –2 | 1 |

## Végeredmény

A 2018-as futsal-Európa-bajnokságon részt vevő országok helyezései.

| A 2018-as futsal-Európa-bajnokság győztese |
| ------------------------------------------ |
| PORTUGÁLIA 1. cím                          |

|     | Portugália    |
|     | Spanyolország |
|     | Oroszország   |
| 4.  | Kazahsztán    |
| 5.  | Szlovénia     |
| 6.  | Ukrajna       |
| 7.  | Azerbajdzsán  |
| 8.  | Szerbia       |
| 9.  | Olaszország   |
| 10. | Franciaország |
| 11. | Lengyelország |
| 12. | Románia       |

### Díjak
| Díj             | Játékos      |
| --------------- | ------------ |
| Legjobb játékos | Ricardinho   |
| Aranycipő       | Ricardinho   |
| Ezüstcipő       | Bruno Coelho |
| Bronzcipő       | Eder Lima    |

Forrás:

## A góllövő lista élmezőnye
7 gólos
- Ricardinho

6 gólos
- Bruno Coelho

5 gólos
- Eder Lima

4 gólos
- Douglas Jr.
- Pedro Cary

Forrás: